# Jean-Baptiste Lafarge
Jean-Baptiste Lafarge (Parigi, 27 luglio 1987) è un attore francese.

## Biografia
Jean-Baptiste Lafarge è nato il 27 luglio 1987 a Parigi.
Ha iniziato a recitare al lycée Molière nel 2005 sotto la direzione d'Yves Steinmetz.
Ha proseguito la sua formazione all'École du Studio d'Asnières poi nella classe libera del Cours Florent prima di essere ammesso al Conservatoire national supérieur d'art dramatique(classe 2014).
Nel 2011 ha debuttato come attore nel film Les yeux de sa mère di Thierry Klifa. 
Nel 2014 ha recitato nel film La Crème de la crème di Kim Chapiron, per il quale è stato nominato ai Césars nella categoria "migliore promessa maschile" e ai premi Lumières nella stessa categoria.

## Filmografia

### Cinema
- Les yeux de sa mère, regia di Thierry Klifa (2011)
- JC comme Jésus Christ, regia di Jonathan Zaccaï (2011)
- La Crème de la crème, regia di Kim Chapiron (2014)
- Éternité, regia di Trần Anh Hùng (2016)
- Quasi nemici - L'importante è avere ragione (Le Brio), regia di Yvan Attal (2017)
- Republique: The Interactive, regia di Simon Bouisson (2019)

### Televisione
- Trepalium, regia di Antarès Bassis e Sophie Hiet – miniserie TV (2016)

### Clip vidéo
- Onassis di AaRON (2015)

## Teatro
- 2014: Des journées entières dans les arbres di Marguerite Duras, regia di Thierry Klifa, Gaité Montparnasse
- 2016: Croque-monsieur di Marcel Mithois, regia di Thierry Klifa, Théâtre de la Michodière

## Riconoscimenti
- 2015 – Premio César
  - Nomination Migliore promessa maschile per La Crème de la crème

- 2015 – Premio Lumière[2]
  - Nomination Migliore promessa maschile per La Crème de la crème (insieme a Thomas Blumenthal)